# Fuego (Mongo Santamaría)
Fuego è un album di Mongo Santamaría, pubblicato dalla Vaya Records nel 1973. Il disco fu registrato al "Good Vibrations Sound Studios" di New York.

## Tracce
Lato A
1. Crazy Lady – 4:32 (William Allen)
2. Don't Step on My Tears – 5:07 (William Allen)
3. Chambique – 6:42 (Luis Ortiz)
4. Teminha pra bebe – 2:50 (Claudio Roditi)
5. Last Tango in Paris – 3:03 (Gato Barbieri)

Lato B
1. Besame – 5:40 (Mongo Santamaría)
2. Springtime – 4:19 (Bobby Porcelli)
3. Malcolm X – 4:37 (Justo Almario)
4. Fingers – 4:40 (Mongo Santamaría)

## Musicisti
- Mongo Santamaría - congas, leader
- Luis Ortiz - tromba, flugelhorn, flauto
- Justo Almario - sassofono tenore, flauto
- Bill Saxton - sassofono alto, sassofono baritono, flauto
- José Madrid - pianoforte
- John Blare - violino (brano : A5)
- William Allen - basso
- Tony Sanchez - batteria, timbales